# Кога Масахіро
Масахіро Кога (яп. 古賀 正紘, нар. 8 вересня 1978, Фукуока) — японський футболіст, що грав на позиції захисника.
Виступав, зокрема, за клуби «Нагоя Грампус» та «Авіспа Фукуока», а також молодіжну збірну Японії.

## Клубна кар'єра
У дорослому футболі дебютував 1997 року виступами за команду клубу «Нагоя Грампус», в якій провів десять сезонів, взявши участь у 231 матчі чемпіонату.  Більшість часу, проведеного у складі «Нагоя Грампус», був основним гравцем захисту команди.
Згодом з 2007 по 2011 рік грав у складі команд клубів «Касіва Рейсол» та «Джубіло Івата».
2012 року перейшов до клубу «Авіспа Фукуока», за який відіграв 4 сезони. Завершив професійну кар'єру футболіста виступами за команду «Авіспа Фукуока» у 2016 році.

## Виступи за збірну
1997 року залучався до складу молодіжної збірної Японії. У її складі був учасником молодіжного чемпіонату світу 1997 року.

## Титули і досягнення
- Володар Кубка Імператора: 1999
- Володар Кубка Джей-ліги: 2010
- Володар Кубка банку Суруга: 2011

Збірні
- Переможець Юнацького (U-16) кубка Азії: 1994